# میتسورو میکه
میتسورو میکه (انگلیسی: Mitsuru Meike؛ زادهٔ ۱۱ مهٔ ۱۹۶۹) کارگردان فیلم، بازیگر، و فیلم‌نامه‌نویس اهل ژاپن است.